# Saunders-Roe

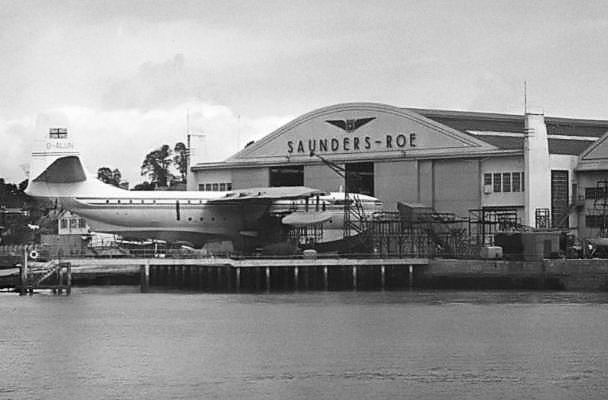
Saro Princess G-ALUN Cowes 1954

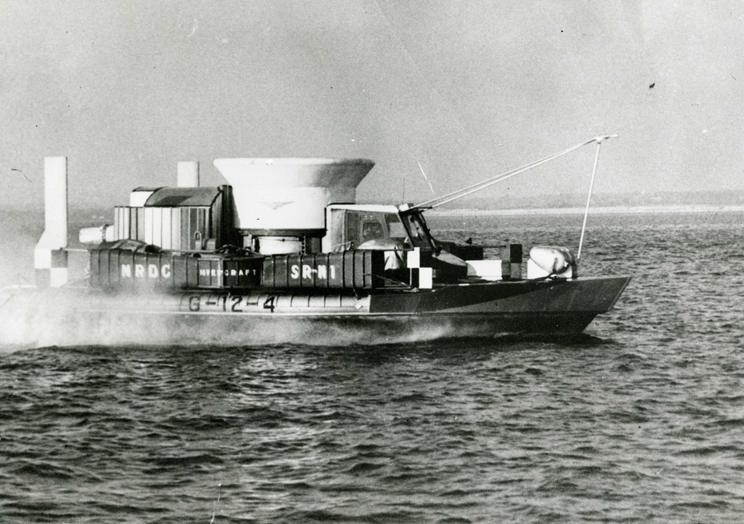
SRN1 Hovercraft

Saunders-Roe Ltd (SARO) var en brittisk flygplans- och båttillverkare.
År 1910 kontrakterades varvet S.E. Saunders på Isle of Wight att tillverka flygplan till Royal Flying Corps. Eftersom företaget tidigare inte tillverkat flygplan, licenstillverkades andra tillverkares modeller. Bland annat byggdes att stort antal Avro 504 och Short 184. Dessutom blev företaget underleverantör till flera brittiska flygplanstillverkare. Efter första världskriget specialiserades företaget på flygbåtar, där företagets erfarenhet som båttillverkare kom till pass. År 1929 köpte Alliott Verdon Roe företaget och namnändrade det till Saunders-Roe Ltd. Under Roes ledning tillverkade företaget ett stort antal varianter av flygbåtar i små serier. År 1931 inledde Saunders-Roe ett samarbete med Simmonds Spartan Aircraft, vilket ledde till en sammanslagning 1933.
Under andra världskriget blev fabrikens huvudinriktning tillverkning av Supermarine Walrus och Sea Otter, samt reparationer av skadade flygplan.
Efter kriget påbörjades konstruktion av passagerarflygbåten Princess, som var tänkt att användas till tranatlantiska flyglinjer. Tre prototyper tillverkades, men utvecklingen var redan förbi flygbåtarna, och när första prototypen flög 1952 var passagerartrafiken över Atlanten redan igång med flygfältsbaserade flygplan som Boeing Stratocruiser. Företagets sista flygplan blev jaktflygplanet P.192 1957. Flygplanet konstruerades för Royal Air Force och Luftwaffe. När de båda tilltänkta köparna inte var intresserade av den utvecklade modellen SR.177, upphörde tillverkningen av flygplan vid fabriken. Från mitten av 1950-talet övergick produktionen till helikoptrar och autogiror. Den kanske mest kända produkten var Skeeter, som utvecklats från Juan Ciervas autogiro. 
Saunders-Roe blev tillsammans med Westland Aircraft, Fairey och Bristol Aeroplane Companys helikopterdivision en del av Westland Helicopters 1960. Efter att verksamheten slogs samman med Westland Helicopters, flyttades all flygverksamhet till Hayes i Middlesex, medan fabriken på Isle of Wight fortsatte med tillverkning av svävare. År 1958 kontrakterades Saunders-Roe att utveckla Saunders-Roe Nautical 1 (SR.N1), som blev den första fungerande svävaren. Den kördes för första gången den 11 juni 1959 och den 25 juli 1959 korsade den Engelska kanalen.

## Flygplan tillverkade vid Saunders-Roe
- Saunders A.10 1929
- Cutty Sark 1929
- Cloud 1930
- Windhover 1930
- London 1934
- Lerwick 1938
- Saunders-Roe A.37 1939
- Saunders-Roe SR.A/1 1947
- Princess 1952
- P.192 1957